# Firmicus duriusculus
Firmicus duriusculus es una especie de araña cangrejo del género Firmicus, familia Thomisidae.

## Distribución
Esta especie se encuentra en Vietnam.